# Наше щасливе життя
ЗОМОГ «Наше щасливе життя» — обласна молодіжна організація, яка сприяє культурному, естетичному, моральному розвитку дітей та молоді з вадами слуху, а також звичайних школярів та студентства. Майже кожного місяця Організація проводить різні соціально важливі благодійні заходи та проєкти, які націлені на всю молодь, дітей та доросле населення м. Запоріжжя та всієї Запорізької області.
Державна реєстрація завершена у вересні 2010 року. Голова Організації — Кахай Олександр Леонідович

## Стратегія Організації

### Мета
Головною метою діяльності Організації є задоволення та захист законних соціальних, економічних, творчих, духовних та інших спільних інтересів членів Організації, які не суперечать законодавству.

### Цілі
- соціальна інтеграція молодих інвалідів зі слуху у сучасний соціум;
- сприяння членам Організації в їх становленні, як національно свідомих, духовно і фізично розвинутих громадян;
- сприяння інтелектуальному та професійному розвитку членів Організації;
- вивчення та популяризація української культури та української жестової мови (глухих), їх історії та традиції;
- виховання у членів Організації громадянської культури, національної гідності та поваги до загальнолюдських цінностей;
- підтримка творчої та обдарованої молоді з вадами слуху;
- сприяння реалізації державної та місцевої молодіжної політики;
- пропаганда здорового способу життя, гендерної та толерантної політик та проведення оздоровчої та екологічної діяльності;
- участь у підготовці та прийнятті рішень з питань державної та місцевої політики щодо молоді.

### Напрями діяльності
1. організація та проведення науково-практичних конференцій, семінарів, тренінгів, освітніх шкіл (майстер-класів), лекцій, аматорських спортивних змагань, концертів, фестивалів, масових розважальних заходів, турнірів;
2. видання освітніх, літературних та інших збірників, методичних наробіток та книжок, відповідних темам діяльності Організації;
3. організація та проведення оздоровчих, екологічних та освітніх таборів;
4. проведення освітніх, просвітницьких та наукових заходів;
5. проведення краєзнавчих, екологічних, наукових, культурологічних, фольклорно-народознавчих, агітаційно-пропагандистських експедицій, походів;
6. видання газет, журналів та інших інформаційних матеріалів з питань діяльності організації, з подальшим їх безкоштовним розповсюдженням, якщо це не суперечить законам України.

## Проєкти
Міжнародний Благодійний Фестиваль талантів «Дивосвіт»
Міжнародний Благодійний Фестиваль талантів «Дивосвіт» покликаний допомогти всебічному розвитку дітей та молоді шляхом їхнього долучення до малювання, театру, кіно, співу, танців та інших напрямків творчості, а також полегшення інтеграції дітей з вадами здоров'я, дітей-сиріт та дітей з багатодітних, малозабезпечених та неповних сімей.
Експертна Рада «Дивосвіту» в 2011 році:
- Ніна Матвієнко — Заслужена актриса, золотий голос України,
- Стас Шурінс — співак, переможець телевізійних проєктів «Танці з зірками» та «Фабрика Зірок 3»,
- Дмитро Скалозубов — співак, фіналіст проєкту «Х-фактор» на телеканалі СТБ,
- Земфіра Орлова — молода продюсерка багатьох телевізійних та музичних проєктів.

Благодійний проєкт «Щастя поруч!»
Благодійний проєкт «Щастя поруч!» складався з двох підпроєктів — 25 березня 2011 року ЗОМОГ «Наше щасливе життя» привезли до Запорізького обласного притулку для дітей-сиріт святкову концертну програму за участі молодих відомих вокалістів — гурт «Callista», Artur Bredo та танцювальні групи.
26 березня 2011 року в запорізькому Палаці Культури ім. Кірова ЗОМОГ «Наше щасливе життя» провело за участі цих зірок вже велику концертну програму для дітей та молоді з вадами слуху та зору.
Та після вдалого його проведення було вирішено проводити його цілорічно у вигляді щоквартальних поїздок з подарунками та міні-концертними програмами до обласного притулку та різних інтернатних закладів Запорізької області.
Всеукраїнський Фестиваль Короткометражного Кіно «Щастя»
14 травня 2011 року ЗОМОГ «Наше щасливе життя» за підтримки запорізького жіночого арт-клубу «СЧАСТЬЕ» провело Всеукраїнський Фестиваль Короткометражного Кіно «Щастя», який зібрав кінорежисерів з усіх куточків України та світу, а також об'єднав людей як зі зниженим, так і нормальним слухом.
Рішенням Оргкомітету Кінофестивалю, з метою кращої популяризації українського короткого метру, була трохи покращена загальна концепція проєкту а також змінена назва на «Щасливе життя», бо кінематограф має показувати саме добро та щастя задля покращення загального культурного та емоційного стану глядачів.
Щорічна Художня Премія серед учнів і шкіл "Золотий Пензлик"
"Золотий Пензлик" — щорічна інтеграційна Художня Премія серед учнів і шкіл, яка покликана розкрити творчий потенціал дітей та молоді через малювання, та зміцнити колективний дух шкіл через їхню колективну участь в Проєкті.